# Saturn Award per il miglior film d'azione/di avventura
Il Saturn Award per il miglior film d'azione/di avventura (Best Action or Adventure Film) è un premio assegnato annualmente nel corso dei Saturn Awards dal 2010. 
Dal 1995 al 2010 è stato consegnato in un'unica categoria come Saturn Award per il miglior film d'azione/di avventura/thriller (Best Action, Adventure or Thriller Film); è stato poi scorporato per creare la categoria a sé stante miglior film thriller.

## Vincitori

### Miglior film d'azione/di avventura/thriller

#### Anni 1995-1999
- 1995
  - Pulp Fiction, regia di Quentin Tarantino
  - Sotto il segno del pericolo (Clear and Present Danger), regia di Phillip Noyce
  - Mowgli - Il libro della giungla (Rudyard Kipling's The Jungle Book), regia di Stephen Sommers
  - Red Rock West, regia di John Dahl
  - Le ali della libertà (The Shawshank Redemption), regia di Frank Darabont
  - Speed, regia di Jan de Bont
  - True Lies, regia di James Cameron
- 1996
  - I soliti sospetti (The Usual Suspects), regia di Bryan Singer
  - Apollo 13, regia di Ron Howard
  - Braveheart - Cuore impavido (Braveheart), regia di Mel Gibson
  - Die Hard - Duri a morire (Die Hard with a Vengeance), regia di John McTiernan
  - GoldenEye, regia di Martin Campbell
  - Heat - La sfida (Heat), regia di Michael Mann
  - Seven, regia di David Fincher
- 1997
  - Fargo, regia di Joel ed Ethan Coen
  - Bound - Torbido inganno (Bound), regia di Andy e Larry Wachowski
  - Mission: Impossible, regia di Brian De Palma
  - Ransom - Il riscatto (Ransom), regia di Ron Howard
  - The Rock, regia di Michael Bay
  - Twister, regia di Jan de Bont
- 1998
  - L.A. Confidential, regia di Curtis Hanson
  - Breakdown - La trappola (Breakdown), regia di Jonathan Mostow
  - Face/Off - Due facce di un assassino (Face/Off), regia di John Woo
  - The Game - Nessuna regola (The Game), regia di David Fincher
  - Titanic, regia di James Cameron
  - Il domani non muore mai (Tomorrow Never Dies), regia di Roger Spottiswoode
- 1999
  - Salvate il soldato Ryan (Saving Private Ryan), regia di Steven Spielberg
  - La maschera di Zorro (The Mask of Zorro), regia di Martin Campbell
  - Il negoziatore (The Negotiator), regia di F. Gary Gray
  - Il principe d'Egitto (The Prince of Egypt), regia di Brenda Chapman, Steve Hickner e Simon Wells
  - Ronin, regia di John Frankenheimer
  - Soldi sporchi (A Simple Plan), regia di Sam Raimi

#### Anni 2000-2009
- 2000
  - Il miglio verde (The Green Mile), regia di Frank Darabont
  - Arlington Road - L'inganno (Arlington Road), regia di Mark Pellington
  - Cielo d'ottobre (October Sky), regia di Joe Johnston
  - Payback - La rivincita di Porter (Payback), regia di Brian Helgeland
  - Il talento di Mr. Ripley (The Talented Mr. Ripley), regia di Anthony Minghella
  - Il mondo non basta (The World Is Not Enough), regia di Michael Apted
- 2001
  - La tigre e il dragone (Wòhǔ Cánglóng), regia di Ang Lee
  - Charlie's Angels, regia di McG
  - Il gladiatore (Gladiator), regia di Ridley Scott
  - Il patriota (The Patriot), regia di Roland Emmerich
  - La tempesta perfetta (The Perfect Storm), regia di Wolfgang Petersen
  - Traffic, regia di Steven Soderbergh
  - Unbreakable - Il predestinato (Unbreakable), regia di M. Night Shyamalan
- 2002
  - Memento, regia di Christopher Nolan
  - Black Hawk Down - Black Hawk abbattuto (Black Hawk Down), regia di Ridley Scott
  - Radio Killer (Joy Ride), regia di John Dahl
  - L'uomo che non c'era (The Man Who Wasn't There), regia di Joel ed Ethan Coen
  - Mulholland Drive (Mulholland Dr.), regia di David Lynch
  - Il patto dei lupi (Le Pacte des loups), regia di Christophe Gans
- 2003
  - Era mio padre (Road to Perdition), regia di Sam Mendes
  - The Bourne Identity, regia di Doug Liman
  - La morte può attendere (Die Another Day), regia di Lee Tamahori
  - One Hour Photo, regia di Mark Romanek
  - Red Dragon, regia di Brett Ratner
  - xXx, regia di Rob Cohen
- 2004
  - Kill Bill: Volume 1, regia di Quentin Tarantino
  - Ritorno a Cold Mountain (Cold Mountain), regia di Anthony Minghella.
  - Identità (Identity), regia di James Mangold
  - The Italian Job, regia di F. Gary Gray
  - L'ultimo samurai (The Last Samurai), regia di Edward Zwick
  - The Missing, regia di Ron Howard
- 2005
  - Kill Bill: Volume 2, regia di Quentin Tarantino
  - The Aviator, regia di Martin Scorsese
  - The Bourne Supremacy, regia di Paul Greengrass
  - Collateral, regia di Michael Mann
  - The Manchurian Candidate, regia di Jonathan Demme
  - Il mistero dei Templari - National Treasure (National Treasure), regia di Jon Turteltaub
  - Il fantasma dell'Opera (The Phantom of the Opera), regia di Joel Schumacher
- 2006
  - Sin City, regia di Robert Rodriguez, Frank Miller e Quentin Tarantino
  - Flightplan - Mistero in volo (Flightplan), regia di Robert Schwentke
  - A History of Violence, regia di David Cronenberg
  - Kiss Kiss Bang Bang, regia di Shane Black
  - Mr. & Mrs. Smith, regia di Doug Liman
  - Old Boy (올드보이), regia di Park Chan-wook
  - Red Eye, regia di Wes Craven
- 2007
  - Casino Royale, regia di Martin Campbell
  - The Departed - Il bene e il male (The Departed), regia di Martin Scorsese
  - Giovani aquile (Flyboys), regia di Tony Bill
  - Mission: Impossible III, regia di J. J. Abrams
  - Diario di uno scandalo (Notes on a Scandal), regia di Richard Eyre
  - Profumo - Storia di un assassino (Perfume: The Story of a Murderer), regia di Tom Tykwer
- 2008
  - 300, regia di Zack Snyder
  - Quel treno per Yuma (3:10 to Yuma), regia di James Mangold
  - The Bourne Ultimatum - Il ritorno dello sciacallo (The Bourne Ultimatum), regia di Paul Greengrass
  - Die Hard - Vivere o morire (Live Free or Die Hard), regia di Len Wiseman
  - Non è un paese per vecchi (No Country for Old Men), regia di Joel ed Ethan Coen
  - Il petroliere (There Will Be Blood), regia di Paul Thomas Anderson
  - Zodiac, regia di David Fincher
- 2009
  - Il cavaliere oscuro (The Dark Knight), regia di Christopher Nolan
  - Changeling, regia di Clint Eastwood
  - Gran Torino, regia di Clint Eastwood
  - Quantum of Solace, regia di Marc Forster
  - Traitor - Sospetto tradimento (Traitor), regia di Jeffrey Nachmanoff
  - Operazione Valchiria (Valkyrie), regia di Bryan Singer

#### Anno 2010
- 2010
  - Bastardi senza gloria (Inglourious Basterds), regia di Quentin Tarantino
  - 2012, regia di Roland Emmerich
  - Brothers, regia di Jim Sheridan
  - The Hurt Locker, regia di Kathryn Bigelow
  - Giustizia Privata (Law Abiding Citizen), regia di F. Gary Gray
  - Oltre le regole - The Messenger (The Messenger), regia di Oren Moverman
  - Sherlock Holmes, regia di Guy Ritchie

### Miglior film d'azione/di avventura

#### Anni 2011-2019
- 2011
  - Salt, regia di Phillip Noyce
  - I mercenari - The Expendables (The Expendables), regia di Sylvester Stallone
  - The Green Hornet, regia di Michel Gondry
  - Red, regia di Robert Schwentke
  - Robin Hood, regia di Ridley Scott
  - Il Grinta (True Grit), regia di Joel ed Ethan Coen
  - Unstoppable - Fuori controllo (Unstoppable), regia di Tony Scott
- 2012
  - Mission: Impossible - Protocollo fantasma (Mission: Impossible - Ghost Protocol), regia di Brad Bird
  - Fast & Furious 5 (Fast Five), regia di Justin Lin
  - The Lincoln Lawyer, regia di Brad Furman
  - Red Tails, regia diAnthony Hemingway
  - Sherlock Holmes - Gioco di ombre (Sherlock Holmes: A Game of Shadows), regia di Guy Ritchie
  - War Horse, regia di Steven Spielberg
- 2013
  - Skyfall, regia di Sam Mendes
  - The Bourne Legacy, regia di Tony Gilroy
  - Il cavaliere oscuro - Il ritorno (The Dark Knight Rises), regia di Christopher Nolan
  - Django Unchained, regia di Quentin Tarantino
  - Les Misérables, regia di Tom Hooper
  - Taken - La vendetta (Taken 2), regia di Olivier Megaton
- 2014
  - Fast & Furious 6 (Furious 6), regia di Justin Lin
  - Storia di una ladra di libri (The Book Thief), regia di Brian Percival,
  - Jack Ryan - L'iniziazione (Jack Ryan: Shadow Recruit), regia di Kenneth Branagh
  - The Lone Ranger, regia di Gore Verbinski
  - Lone Survivor, regia di Peter Berg
  - Rush, regia di Ron Howard
- 2015[2]
  - Unbroken, regia di Angelina Jolie
  - Exodus - Dei e re (Exodus: Gods and Kings), regia di Ridley Scott
  - Vizio di forma (Inherent Vice), regia di Paul Thomas Anderson
  - Lucy, regia di Luc Besson
  - Noah, regia di Darren Aronofsky
  - Snowpiercer, regia di Bong Joon-ho
- 2016[3]
  - Fast & Furious 7 (Furious 7), regia di James Wan
  - Everest, regia di Baltasar Kormákur
  - Mission: Impossible - Rogue Nation, regia di Christopher McQuarrie
  - Revenant - Redivivo (The Revenant), regia di Alejandro González Iñárritu
  - Spectre, regia di Sam Mendes
  - Spy, regia di Paul Feig
- 2017[4]
  - Il diritto di contare (Hidden Figures), regia di Theodore Melfi
  - Allied - Un'ombra nascosta (Allied), regia di Robert Zemeckis
  - Gold - La grande truffa (Gold), regia di Stephen Gaghan
  - La battaglia di Hacksaw Ridge (Hacksaw Ridge), regia di Mel Gibson
  - The Legend of Tarzan, regia di David Yates
  - I magnifici 7 (The Magnificent Seven), regia di Antoine Fuqua
  - The Nice Guys, regia di Shane Black
- 2018[5]
  - The Greatest Showman, regia di Michael Gracey
  - Baby Driver - Il genio della fuga (Baby Driver), regia di Edgar Wright
  - Dunkirk, regia di Christopher Nolan
  - Fast & Furious 8 (The Fate of the Furious), regia di F. Gary Gray
  - Hostiles - Ostili (Hostiles), regia di Scott Cooper
  - Kingsman - Il cerchio d'oro (Kingsman: The Golden Circle), regia di Matthew Vaughn
- 2019[6]
  - Mission: Impossible - Fallout, regia di Christopher McQuarrie
  - Un uomo tranquillo (Cold Pursuit), regia di Hans Petter Moland
  - Escape Room, regia di Adam Robitel
  - Glass, regia di M. Night Shyamalan
  - John Wick 3 - Parabellum (John Wick: Chapter 3 - Parabellum), regia di Chad Stahelski
  - Skyscraper, regia di Rawson Marshall Thurber

#### Anni 2020-2029
- 2021[7][8]
  - Mulan, regia di Niki Caro
  - Fast & Furious - Hobbs & Shaw (Fast & Furious Presents: Hobbs & Shaw), regia di David Leitch
  - The Gentlemen, regia di Guy Ritchie
  - 1917, regia di Sam Mendes
  - Bad Boys for Life, regia di Adil El Arbi e Bilall Fallah
  - El Camino - Il film di Breaking Bad (El Camino: A Breaking Bad Movie), regia di Vince Gilligan

- 2022
  - Top Gun: Maverick, regia di Joseph Kosinski
  - Assassinio sul Nilo (Death on the Nile), regia di Kenneth Branagh
  - Fast & Furious 9 - The Fast Saga (F9: The Fast Saga), regia di Justin Lin
  - No Time to Die, regia di Cary Fukunaga
  - RRR, regia di S. S. Rajamouli
  - West Side Story, regia di Steven Spielberg

- 2024
  - Mission: Impossible - Dead Reckoning - Parte uno (Mission: Impossible - Dead Reckoning - Part One), regia di Christopher McQuarrie
  - Bullet Train, regia di David Leitch
  - The Equalizer 3 - Senza tregua (The Equalizer 3), regia di Antoine Fuqua
  - Fast X, regia di Louis Leterrier
  - John Wick 4 (John Wick: Chapter 4), regia di Chad Stahelski
  - The Woman King, regia di Gina Prince-Bythewood